# Wildlife (album)
Wildlife je třetí studiové album anglické glam rockové skupiny Mott the Hoople, vydané v roce 1971.

## Seznam skladeb
1. "Whiskey Women" (Mick Ralphs) - 3:42
2. "Angel Of Eighth Avenue" (Ian Hunter) - 4:33
3. "Wrong Side Of The River" (Ralphs) - 5:19
4. "Waterlow" (Hunter) - 3:03
5. "Lay Down" (Melanie Safka) - 4:13
6. "It Must Be Love" (Ralphs) - 2:24
7. "Original Mixed-Up Kid" (Hunter) - 3:14
8. "Home Is Where I Want To Be" (Ralphs) - 4:11
9. "Keep A-Knockin' (Live)" (Richard Penniman) - 10:10

### Bonusy na CD reedici v roce 2003
1. "It'll Be Me" (Clement) - 2:58
2. "Long Red" (West/Pappalardi/Ventura/Landsberg) - 3:47

## Sestava
- Ian Hunter - zpěv, kytara, piáno
- Verden Allen - varhany
- Mick Ralphs - kytara, zpěv
- Pete "Overend" Watts - baskytara
- Dale "Buffin" Griffin - bicí
- Gerry Hogan - steel kytara
- Brian Humphries - inženýr
- Andy Johns - inženýr
- Stan Tippens - zpěv
- Jess Roden - doprovodný zpěv
- Stan Tippins - doprovodný zpěv
- Michael Gray - strunné aranžmá
- James Archer - housle